# Governo della Grande Via
Il Governo della Grande Via o Governo di Dadao, formalmente il Governo municipale della Grande Via di Shangai fu uno stato fantoccio di breve durata proclamato a Pudong il 5 dicembre 1937, per amministrare la Shanghai occupata dall'Impero giapponese nelle prime fasi della Seconda guerra sino-giapponese.

## Antefatti
Dopo la battaglia di Shanghai del 1937, il gabinetto del primo ministro giapponese Fumimaro Konoe fu propenso per una rapida e diplomatica soluzione alla guerra in Cina, e non un'occupazione costosa e a lungo termine. Inoltre, il Quartier generale imperiale giapponese non intendeva consentire la ripetizione della politica sperimentale attuata dall'esercito di Kwangtung nello stabilimento del Manciukuò, e fece per ciò pressione sul corpo di spedizione Giapponese della Cina centrale per istituire un governo locale collaborazionista per gestire l'amministrazione locale per l'area metropolitana di Shanghai.
Nel novembre del 1937, molti residenti fidati furono contattati per assumere l'amministrazione civile provvisoria della città. Alla fine, i giapponesi furono in grado di ottenere l'assistenza di Fu Xiao'an, il ricco direttore della Banca del commercio cinese e capo della Camera di commercio generale di Shanghai. Fu un nemico personale e politico del generale nazionalista Chiang Kai-shek, ed era stato imprigionato dal Kuomintang nel 1927 per essersi rifiutato di prestare denaro a Chiang Kai-shek. Dopo la sua liberazione dalla prigione, fuggì nella Manciuria che al tempo era sotto controllo del Giappone, e visse per diversi anni sotto la protezione del Giappone, nutrendo il suo odio per Chiang.
Tuttavia, Fu non era disposto a guidare personalmente il nuovo governo e per questo raccomandò Su Xiwen, un professore di filosofia religiosa e scienze politiche all'Università di Chizhi a Jiangwan. Su era laureato all'Università di Waseda di Tokyo ed era noto per le sue idee politiche conservatrici. Su era anche conosciuto per le sue opinioni sul sincretismo buddhista-taoista, che influenzò concretamente la scelta per il nome della nuova amministrazione (per "Grande Via" ci si riferisce al concetto di Tao nella filosofia orientale) e per la scelta della bandiera (il simbolo yin e yang del daoismo su uno sfondo giallo, infatti i colori giallo, oro e zafferano sono spesso associati al buddismo).

## Storia
Il nuovo governo si sforzò rapidamente per ripristinare i servizi pubblici della città e istituì una forza di polizia sotto il comando di Zhang Songlin, ex comandante della polizia provinciale del Jiangsu, per mantenere l'ordine pubblico. Il finanziamento è stato fornito da una tassa riscossa su tutte le importazioni e le esportazioni attraverso le linee del fronte giapponese da e verso Shanghai, e Su è stato assistito da un certo numero di esperti forniti dalla Ferrovia della Manciuria meridionale. Su promesse di eliminare dalla città gli elementi comunisti e del Kuomintang. Tuttavia, né Su né il suo governo della Grande Via erano considerati seriamente dagli agenti politici giapponesi, che guardavano con sgomento e disprezzo all'assortimento di criminali, cultisti religiosi e trafficanti di stupefacenti che gravitavano a posizioni di primo piano nella nuova amministrazione. Le opere pubbliche promesse non si concretizzarono e i colleghi di Su sottrassero i nuovi fondi, per questo il valore propagandistico della nuova amministrazione si deteriorò rapidamente. Nel dicembre del 1937, i giapponesi portarono un duro collaboratore nordico cinese di nome Wang Zihui a supervisionare le operazioni come misura temporanea.
Dopo che Liang Hongzhi fondò il governo riformato della Repubblica di Cina a Nanchino nel marzo 1938, l'esercito giapponese dell'Area della Cina centrale organizzò una serie di manifestazioni pubbliche e cerimonie a sostegno del nuovo governo. In meno di un mese, il governo riformato affermò la sua autorità sul governo della Grande Via, istituendo un Yamen per assumere le funzioni dell'amministrazione comunale di Shanghai. Su Xiwen formalmente riconobbe il governo riformatore e adotto la sua bandiera il 3 maggio 1938.
Sotto il governo riformato, Su Xiwen rimase a capo dello Yamen fino a quando fu sostituito da Fu Xiao'an come sindaco il 16 ottobre 1938.